# Tachydromia parva
Tachydromia parva är en tvåvingeart som beskrevs av Chvala 1970. Tachydromia parva ingår i släktet Tachydromia och familjen puckeldansflugor. Inga underarter finns listade i Catalogue of Life.